# Никольский район (Донецкая область)
Нико́льский райо́н (укр. Нікольський район, до 2016 года — Волода́рский) — упразднённое административно-территориальное образование на юго-западе Донецкой области Украины, население — 27 740 чел., площадь — 1221 км².
Центр — пгт Никольское.
В составе 1 пгт (райцентр), 1 поселковый совет,10 сельсоветов, 46 населённых пунктов.

## История

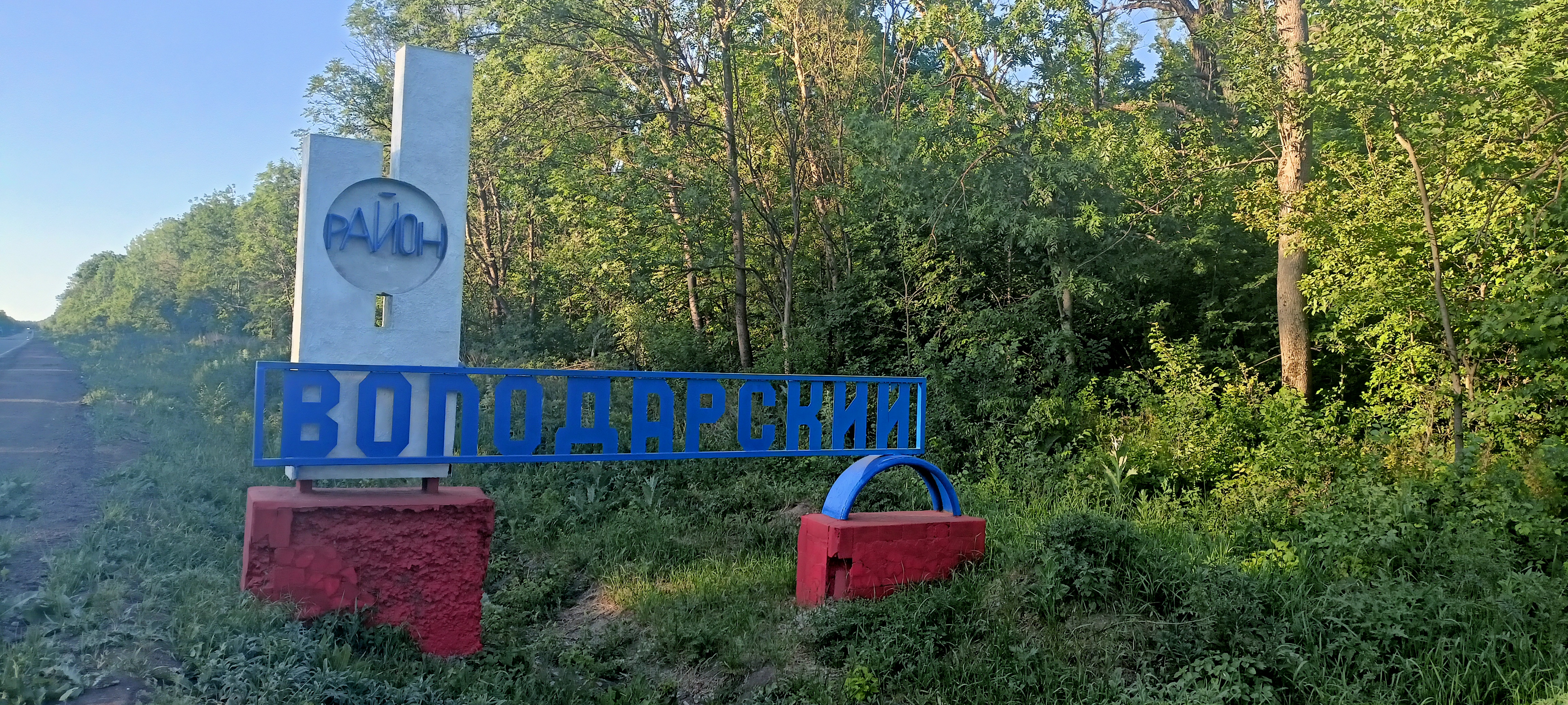
Володарский район во время оккупации РФ

21 января 1959 года к Володарскому району была присоединена часть территории упразднённого Приморского района (выделен из состава Володарского района 5 сентября 1940 года). 17 июля 2020 года был ликвидирован, территория разделена между Никольской поселковой и Кальчикской сельской общинами вновь созданного Мариупольского района. С марта 2022 года находится под контролем России, которой считается существующим в составе ДНР под старым наименованием.

## Население
Численность населения — 27740 чел., городское население: 8024 человека, сельское население: 19 716 человек. Территория компактного проживания греков.
Данные переписи населения 2001 года:
| N | Национальность | Количество | Уд. вес (%) |
| - | -------------- | ---------- | ----------- |
| 1 | Украинцы       | 16494      | 52,92       |
| 2 | Русские        | 7538       | 24,19       |
| 3 | Греки          | 6223       | 19,97       |
| 4 | Белорусы       | 233        | 0,75        |
|   | Всего          | 31168      | 100,00      |

## Населённые пункты
- Пгт Никольское (в 1923—2016 Володарское), 8819 чел. Бывший колхоз имени Ленина.
- Боевое (с 1829, до 1865 — станица Покровская, до 1923 — село Покровское) — 905 чел. Основано казаками. Подчинены населённые пункты: Малиновка, Новогригоровка, Панновка, Семёновка, Суженка.
- Зелёный Яр (с 1926) — 452 чел. Бывший колхоз имени Ильича. Подчинены населённые пункты: Весёлое, Луговое, Садовое, Фёдоровка.
- Иванченково (с 1910) — 862 чел. Бывшая Первомайская птицефабрика. Подчинены населённые пункты: Криничное (до 2016 — Октябрьское), Первомайское, Перемога, Серединовка, Шевченко.
- Кальчик (с 1880-х) — 2220 чел. Сионитовая фабрика, 2 асфальтобетонных завода, элеватор. Подчинены населённые пункты: Водяное, Гранитное, Кирилловка, Келлеровка (до 2016 — Кирово), Приовражное, Терновое.
- Касьяновка (с 1925) — 597 чел. Бывший колхоз имени Калинина. Подчинены населённые пункты: Жовтневое, Ключевое, Кременёвка.
- Малоянисоль (с 1779, с 1954 до 1990 Куйбышево) — 2713 чел. Основано греками. Бывший колхоз «Рассвет». Подчинены населённые пункты: Катериновка, Крымка, Труженка.
- Республика (с 1836 до 1929 — Бодки) — 652 чел. Основано переселенцами из Пруссии и Голландии. Бывший колхоз имени Жданова. Подчинены населённые пункты: Кальчиновка, Ксеньевка, Назаровка, Сергеевка, Украинка.
- Темрюк (в 1948—2016 Старченково) — 2451 чел. Основано переселенцами из Смоленской губернии. Бывшие колхозы «Россия» и имени Фрунзе.
- Заря
- Новокрасновка
- Тополиное

## Экономика

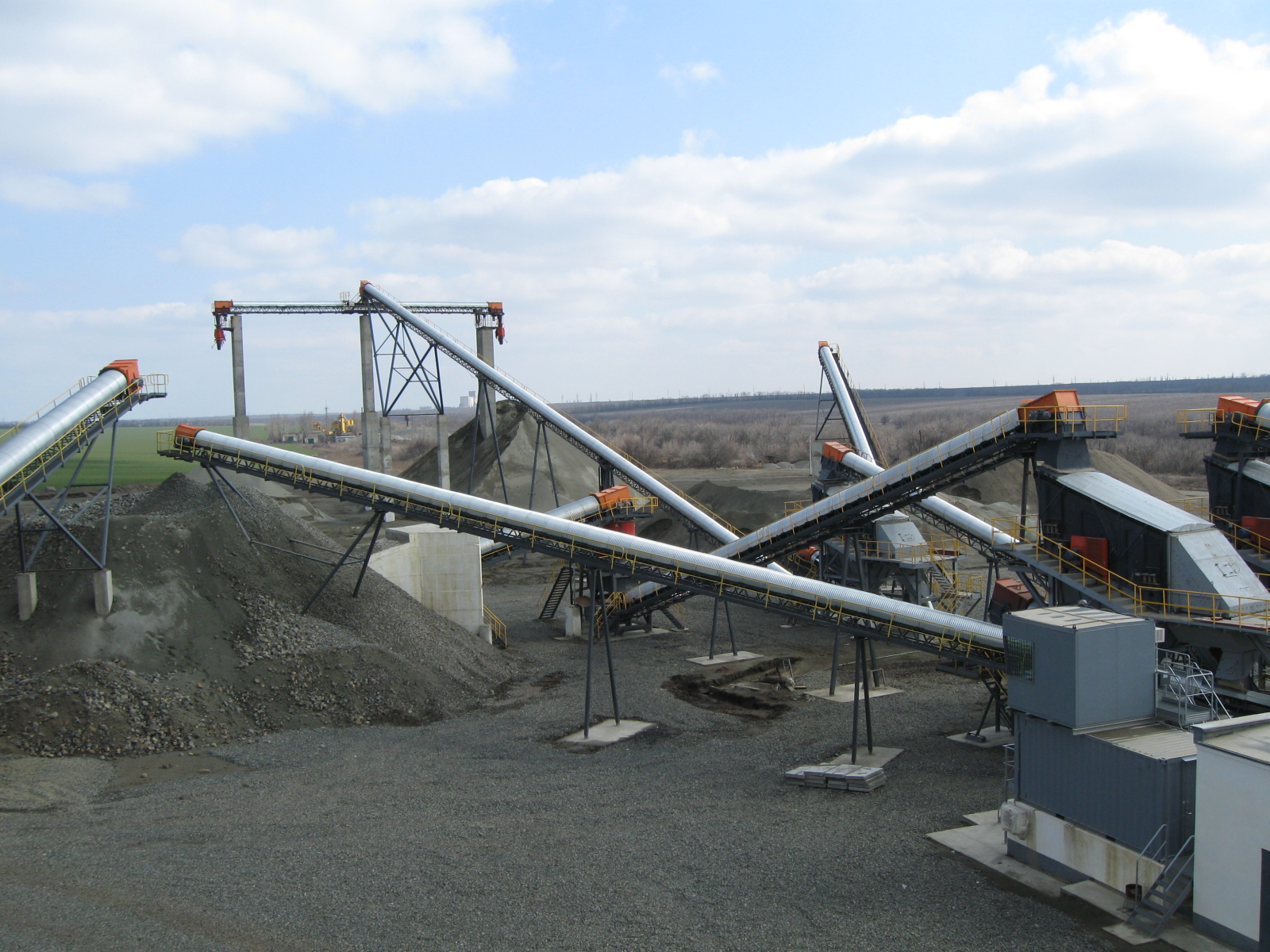
Дробильно-сортировочная фабрика

Добыча гранита и вермикулита. Племенное скотоводческое хозяйство ОАО «Племзавод Малиновка» (село Малиновка). 16 колхозов, 3 совхоза, 5 промышленных предприятий, 3 стройорганизации.

## Природа
- Отделение Украинского степного природного заповедника «Каменные Могилы» (площадь — 2,89 км², охраняются целинные разнотравно-типчаково-ковыльные степи и растительность гранитных отслоений. Флора насчитывает 468 видов сосудистых растений, 50 — мохообразных, 38 — водорослей, 78 — лишайников, 182 — грибов. В Красную книгу Украины занесено 29 видов флоры).
- Региональный ландшафтный парк «Половецкая степь».

Охраняемые природные территории:
- Каменные могилы
- Половецкая степь
- Старченковский
- Кальчикский
- Азовская дача
- Бесташ
- Чердаклы